# Phoniscus
Phoniscus is een geslacht van zoogdieren uit de familie van de gladneuzen (Vespertilionidae). De wetenschappelijke naam van het geslacht werd in 1905 gepubliceerd door Gerrit Smith Miller Jr.

## Soorten
Er worden 4 soorten in dit geslacht geplaatst:
- Phoniscus aerosus (Tomes, 1858)
- Phoniscus atrox G. S. Miller, 1905
- Phoniscus jagorii (W. C. H. Peters, 1866)
- Phoniscus papuensis (Dobson, 1878)